# 東莞郡
東莞郡，中国东汉末年到北齐的郡。

## 實郡
东汉建安初年分琅琊郡、齐郡设置東莞郡，治所在東莞县（今山东省沂水县东北）。包括今山东省临朐县、沂水县、沂源县、蒙阴县等地。《读史方舆纪要》记载曹魏黄初年间设置。《宋书》记载西晋泰始元年（265年），分琅邪郡设置。咸寧三年（277年），废入琅邪，太康十年（289年）復置。《晋书》记载太康年间设置。
东晋移治莒县（今山东省莒县）。北魏属南青州。北齐改東莞郡为東安郡。

## 侨治東莞郡
- 东晋将东莞郡侨治在晋陵郡（江苏省常州市东南），称为南东莞郡，属南徐州。南齐时废除。
- 南齐又将侨治東莞郡与琅邪郡合置，治所在朐山城(今江苏连云港市西南海州镇）。
- 南朝梁侨治東莞郡，改治所在安宜县（今江苏省宝应县西南）。隋朝开皇初年废除。

## 行政长官
- 尹禮[1]
- 胡質，在郡九年[6]
- 張緝[7]